# نظارت عالیه
نظارت عالیه نمایشنامه‌ای است از ژان ژنه، نوشته به سال ۱۹۴۷، که نخستین بار در فوریه ۱۹۴۹ در پاریس به نمایش درآمد.

## داستان
سه زندانی هستند که یکی آدم کشته و به بیشترین احتمال اعدام خواهد شد، ولی پی در پی برای زنش کاغذ می‌نویساند و می‌فرستد و با او قهر و آشتی دارد. دیگری ضعیف‌تر از اوست، و کاغذهایش را برایش می‌نویسد. سوّمی از همه ضعیف‌تر است، و مرید اوّلی شده، و از وقتی آمده میانهٔ آن دو را به هم زده. سرانجام دوّمی سوّمی را خفه می‌کند، و بدین ترتیب می‌شود کمابیش حدس زد که هر سه کشته می‌شوند.

## به فارسی
ایرج انور این نمایشنامه را به فارسی درآورده و در اردیبهشت سال ۱۳۴۸ در تهران بر صحنه برده است.